# Cibo Matto
Cibo Matto (que en italiano viene a significar comida loca) fue una banda de rock alternativo formada en 1994 en Nueva York por las japonesas Yuka Honda y Miho Hatori. Honda es instrumentista y Hatori cantante. Entre los músicos que han colaborado con la banda están Sean Lennon, Timo Ellis y Duma Love también colaboraron con la banda virtual Gorillaz pues Hatori le dio voz a Noodle. En 2001 la banda se separó, y tanto Honda como Hatori sacaron discos en solitario; posteriormente en 2011 la banda se reunió de nuevo, para volverse a separar en 2017.
El sonido de la banda se basa en el uso de todo tipo de recursos técnicos, especialmente muestreos (samplings) de otros artistas, y en el eclecticismo. Muchas de sus canciones son versiones de temas clásicos del music-hall o jazz, interpretados de maneras que los hacen casi irreconocibles. También se ha relacionado con la banda con el llamado Noise pop. Las letras de Cibo Matto se caracterizan por usar a menudo diversos tipos de comida como metáfora.
En 2014 Cibo Matto regresan con un nuevo disco llamado Hotel Valentine, en su nueva página web anuncia que tienen agendada una gira por todo Estados Unidos y un nuevo videoclip llamado "MFN" subido en la cuenta YouTube de la banda.
El 11 de diciembre de 2017, mediante Instagram y las redes oficiales, se comunicaba la separación de la banda, argumentando el deseo de continuar las carreras en solitario por parte de Hatori y Honda.

## Discografía

### Álbumes
- 1996 - Viva! La Woman
- 1999 - Stereo Type A
- 2014 - Hotel Valentine

### EP
- 1995 - Cibo Matto
- 1997 - Super Relax

### Sencillos
- 1999 - Working for Vacation
- 1999 - Moonchild

### Recopilaciones
- 2007 - Pom Pom: The Essential Cibo Matto

### Videos musicales
- 1996 - "Know Your Chicken" - Dirigido por Evan Bernard
- 1996 - "Sugar Water" - Dirigido por Michel Gondry
- 2013 - "MFN" - Dirigido por Georgia.

## Miembros de la banda
Línea de tiempo
Integrantes
- Yuka Honda (1994 - 2002 y 2011 - 2017)
- Miho Hatori (1994 - 2002 y 2011 - 2017)
- Yuko Araki (2011 - 2017)

Antiguos integrantes
- Sean Lennon (1997 - 2002)
- Duma Love (1997 - 2002)
- Timo Ellis (1997 - 2002)